# Højfjeld
Højfjeldet (også kaldet for den højalpine zone) er den del af fjeldet, hvor der ikke findes sammenhængende vegetation. Sten og ur dominerer, men der kan også findes spredt vegetation.
Uformelt kan ordet højfjeld nogle gange blive brugt om alt som ligger over trægrænsen.